# Bilafondgletscher
Der Bilafondgletscher, alternativ: Ghyari-Gletscher, befindet sich in den Saltoro-Bergen im südlichen Karakorum im pakistanischen Sonderterritorium Gilgit-Baltistan. Das Gebiet wird auch von Indien beansprucht. Entlang der Wasserscheide zwischen dem Bilafondgletscher und dem weiter nördlich und weiter östlich gelegenen Siachengletscher verläuft die Line of Control.

## Lage
Der Bilafondgletscher hat eine Länge von etwa 21 km. Die mittlere Gletscherbreite beträgt einen Kilometer. Der Bilafondgletscher strömt von der 5450 m hohen Passhöhe Bilafond La in überwiegend südsüdwestlicher Richtung. Größere Tributärgletscher sind der Grahma-Lumba-Gletscher und der Chumik-Gletscher, beide von links. Der Bilafondgletscher reicht bis auf eine Höhe von etwa 3800 m hinab. Er speist den Ghyari, ein 13 km langer rechter Nebenfluss des Dansam. Die Gletscherfläche liegt bei ungefähr 57 km² (einschließlich der Tributärgletscher Grahma-Lumba-Gletscher und Chumikgletscher: 109 km²). Das Becken des Bilafondgletschers wird von meist mehr als 6000 m hohen Bergen eingerahmt. Der höchste Berg ist der K12 (7428 m) im äußersten Osten. 